# Cossypha dichroa
Pisco-de-cabeça-preta ou cossifa-de-cabeça-preta (Cossypha dichroa) é uma espécie de ave da família Muscicapidae.
Pode ser encontrada nos seguintes países: África do Sul e Suazilândia.
Os seus habitats naturais são: florestas subtropicais ou tropicais húmidas de baixa altitude.